# Nicolas Roeg
Nicolas Jack Roeg (født 15. august 1928 i London, død 23. november 2018) var en britisk filminstruktør og filmfotograf. 
Roeg indledte sin karriere som fotograf, bl.a. i film som Lawrence of Arabia (Lawrence af Arabien, 1962), Fahrenheit 451 (1966) og Petulia (1968). Hans første film som instruktør var Performance (Flip ud, 1970) og Walkabout (1971). Den suggererende gyser Don't Look Now (Rødt chok, 1973), efter en fortælling af Daphne du Maurier, blev en publikums- og kritikersucces. Flere af hans film har nærmet sig kultstatus, bl.a. den erotiske Bad Timing (1980). Han stod også bag børnefilmen The Witches (Heksene, 1990).